# 赤木駅
赤木駅（あかぎえき）は、長野県伊那市西春近赤木にある、東海旅客鉄道（JR東海）飯田線の駅である。

## 歴史
- 1913年（大正2年）12月27日：伊那電車軌道（1919年に伊那電気鉄道へ改称）宮田 - 伊那町（現・伊那市）間延伸時に開設[1][2]。
- 1923年（大正12年）12月6日：北へ約0.8km移転。
- 1934年（昭和9年）12月以降：南へ約0.8kmの現在地に再移転。県道（長野県道221号宮田沢渡線）の交通量が増加し、踏切事故が多発したため、県道との交差点に移転したと言われている。
- 1943年（昭和18年）8月1日：伊那電気鉄道線が飯田線の一部として国有化、鉄道省（後の日本国有鉄道）の駅となる[2][3]。
  - 当時は、東海道本線浜松 - 名古屋間の各駅や飯田線の各駅、中央本線上諏訪 - 塩尻間の各駅、松本駅を発着する旅客のみ利用出来た[2]。
- 1954年（昭和29年）12月1日：東京都区内の各駅や長野駅を発着する旅客も利用可能となる[2]。
- 1967年（昭和42年）10月1日：旅客発着駅制限廃止[2]。同時に無人駅化。
- 1987年（昭和62年）4月1日：国鉄分割民営化に伴い、JR東海の駅となる[2][4]。
- 1998年（平成10年）：現在の待合所に改築。

## 駅構造
単式ホーム1面1線を有する地上駅で。無人駅（伊那市駅管理）で、駅舎は無いがホーム上に待合所がある。ホームは本線西側にある。

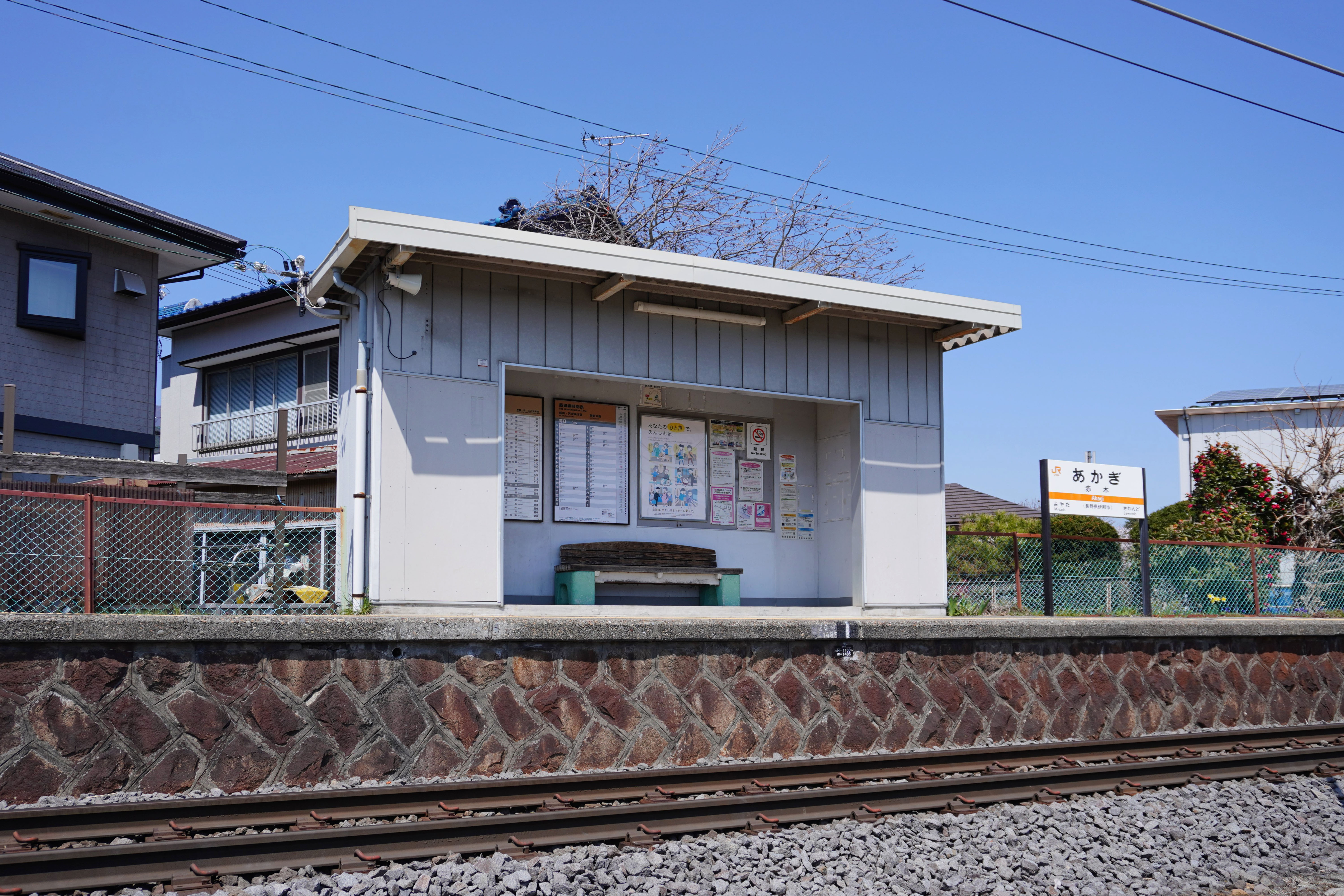
待合所（2023年4月）

## 利用状況
「伊那市統計書」によると、近年の1日平均乗車人員は以下の通り。
| 年度   | 1日平均 乗車人員 |
| ------ | ---------------- |
| 2005年 | 48               |
| 2006年 | 55               |
| 2007年 | 53               |
| 2008年 | 45               |
| 2009年 | 45               |
| 2010年 | 47               |
| 2011年 | 48               |
| 2012年 | 51               |
| 2013年 | 57               |
| 2014年 | 50               |
| 2015年 | 60               |
| 2016年 | 58               |
| 2017年 | 61               |
| 2018年 | 60               |

## 駅周辺
周囲は小集落がある水田地帯である。
- 長野県道221号宮田沢渡線
  - 当駅宮田駅側の踏切で交差している。
- 国道153号
- 雇用促進住宅西春近宿舎
- JR線最急勾配　隣の沢渡駅との間　碓氷峠廃止後

## バス路線
- 伊那本線（伊那市街地 - 南箕輪村 - 箕輪町）＜伊那市、南箕輪村、箕輪町による試験運行＞

## 隣の駅
東海旅客鉄道（JR東海）
CD 飯田線
■快速（下り「みすず」のみ停車）・■普通
宮田駅 - 赤木駅 - 沢渡駅